# 大淨

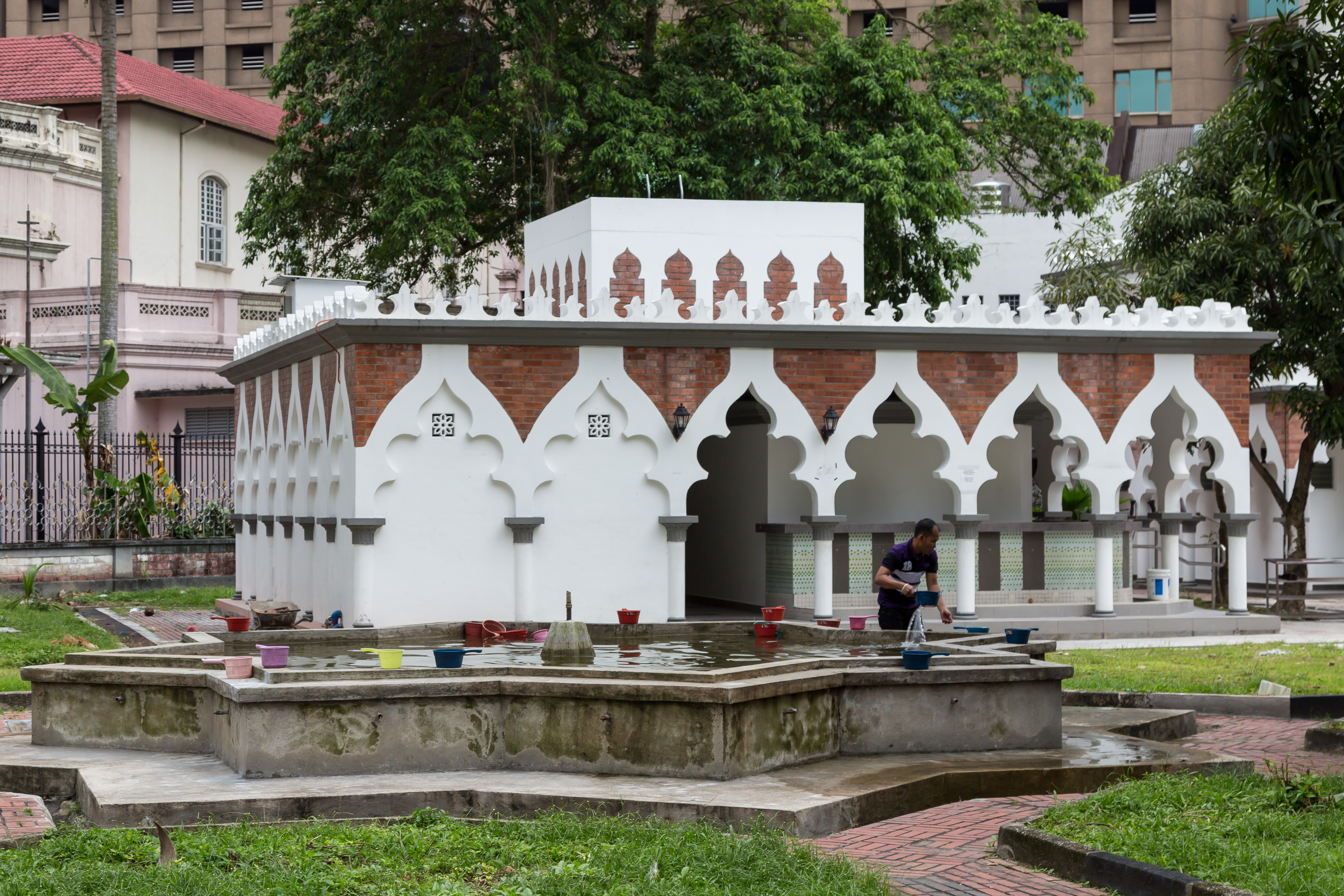
占美清真寺供人小淨和大淨的建築設施

大淨（阿拉伯語：غسل）是伊斯蘭教中的一種淨禮  :471，即全身洗澡。穆斯林在某些活動、狀態結束或者參加某些宗教活動前必須大净，例如穆斯林在性行为結束后、昏厥苏醒后、參加主麻日活動及伊斯蘭教節日活動之前以及正式改宗和皈依伊斯兰教时都要大淨。